# Гер'єдален (ландскап)
Гер'єдален (швед. Landskap Härjedalen) — історична провінція (ландскап) у південно-західній частині північної Швеції, в регіоні Норрланд. Існує лише як історико-культурне визначення. Територіально входить до складу ленів Даларна та Ємтланд.

## Географія
Гер'єдален межує на півночі з Ємтландом, на заході з Норвегією, на півдні з Даларною, а зі сходу — з Гельсінгландом і Медельпадом.

## Історія
Назва «Гер'єдален» походить від давньої західно-норвезької назви Herjárdalr, що дослівно означає «Долина річки Гер'є».
Спершу провінція належала Норвегії, згодом у її складі відійшла до Данії, котра в 1645 році втратила її на користь Швеції за мирним договором у Бремсебру (1645).

## Адміністративний поділ
Ландскап Гер'єдален є традиційною провінцією Швеції і не відіграє адміністративної ролі.

### Населені пункти
Більші міста й містечка:
- Свег
- Свенставік

## Символи ландскапу
- Рослина: сон-трава
- Тварина: ведмідь бурий
- Птах: беркут
- Риба: харіус

## Галерея

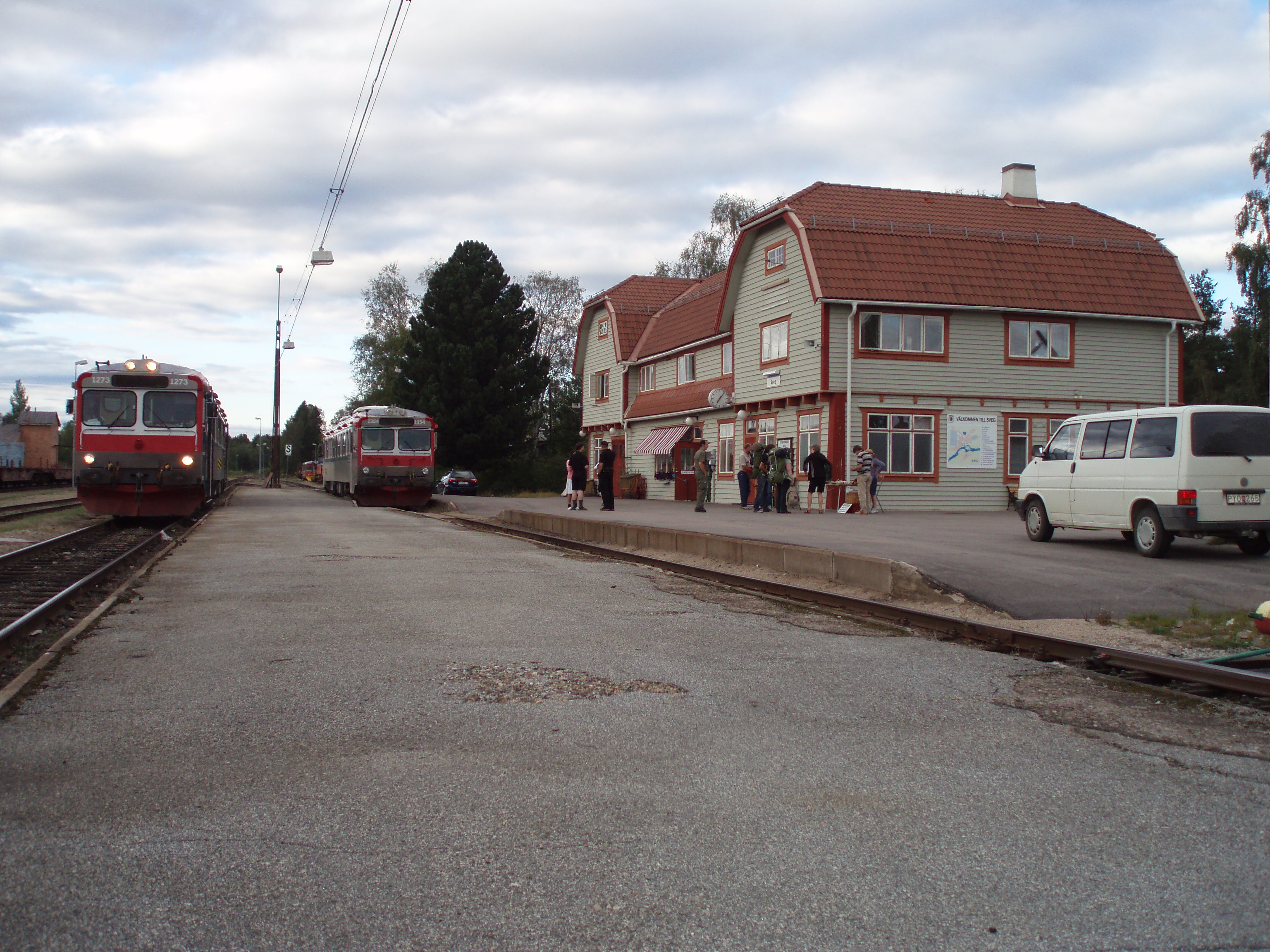
Залізнична станція у Свегу
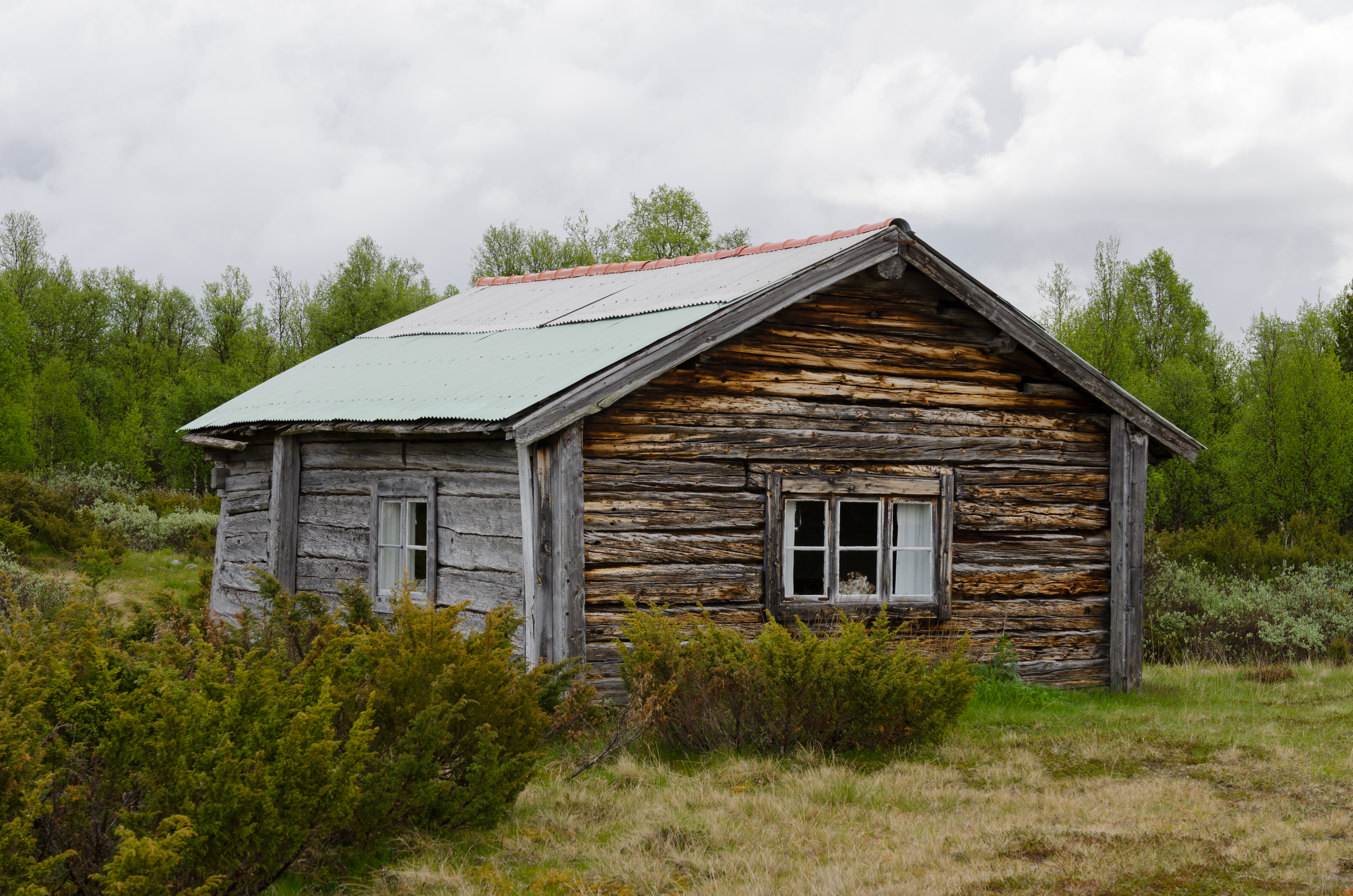
Будинок у Мелені
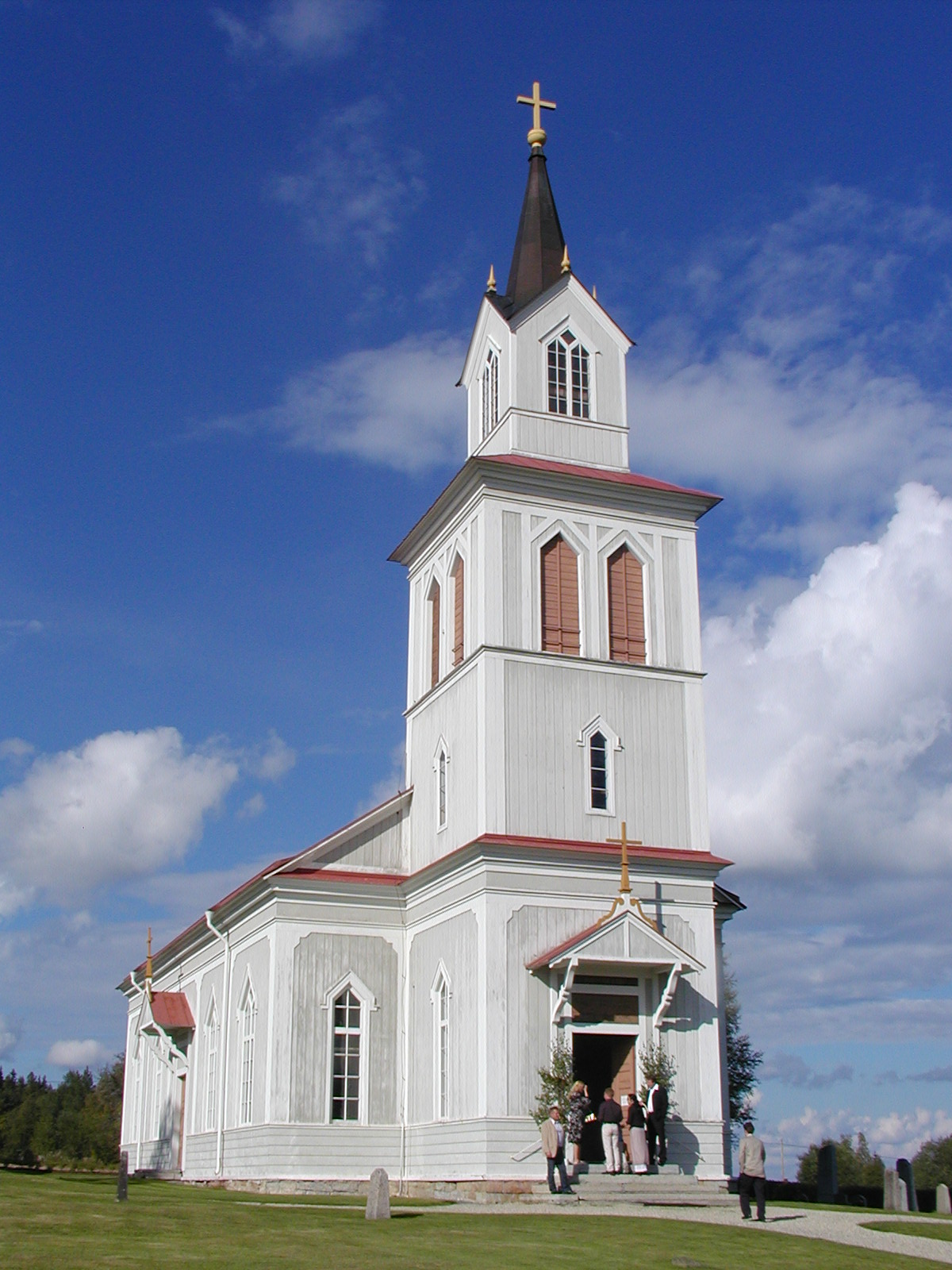
Церква в Осарні
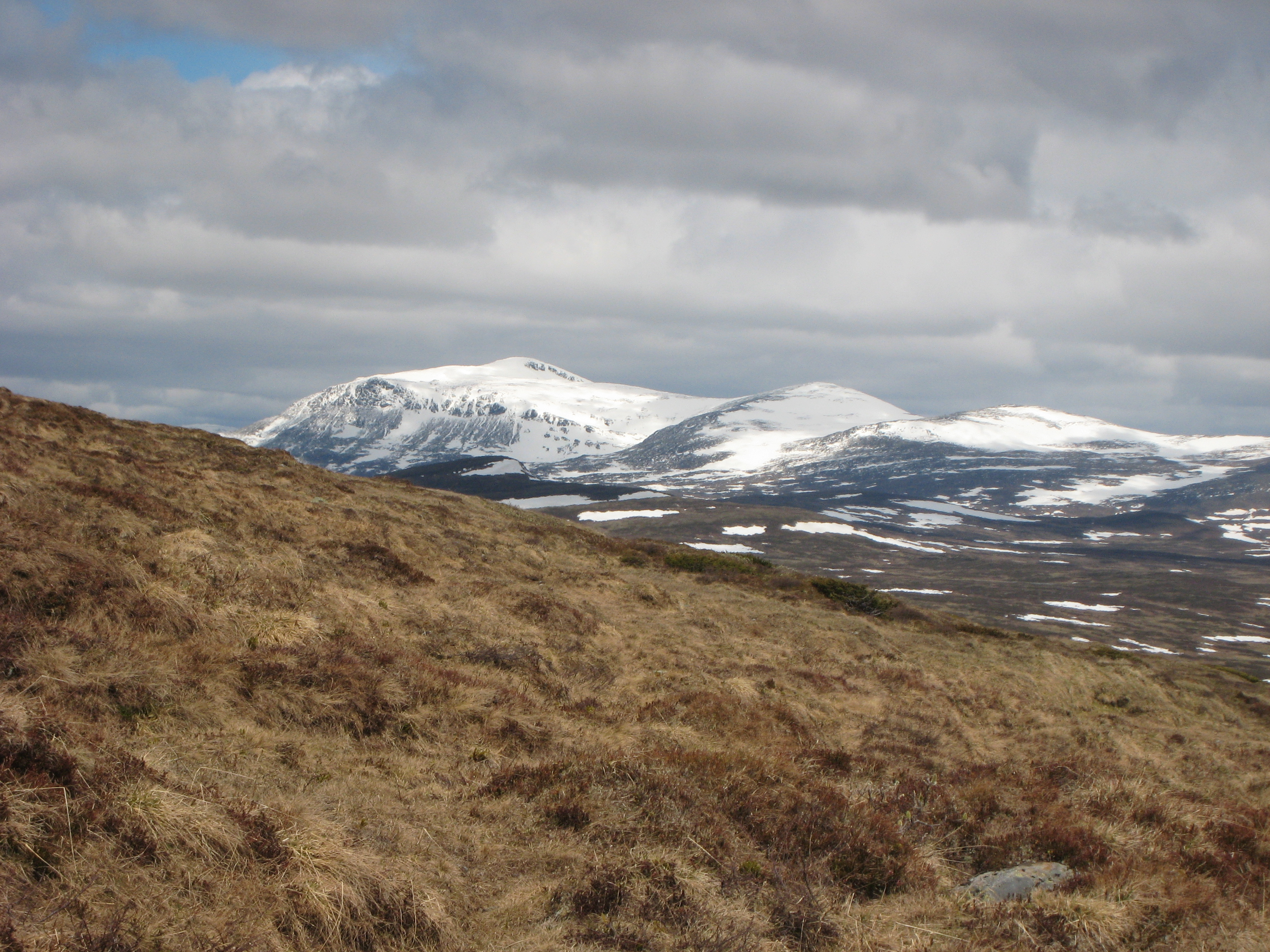
Краєвиди Гер'єдалену
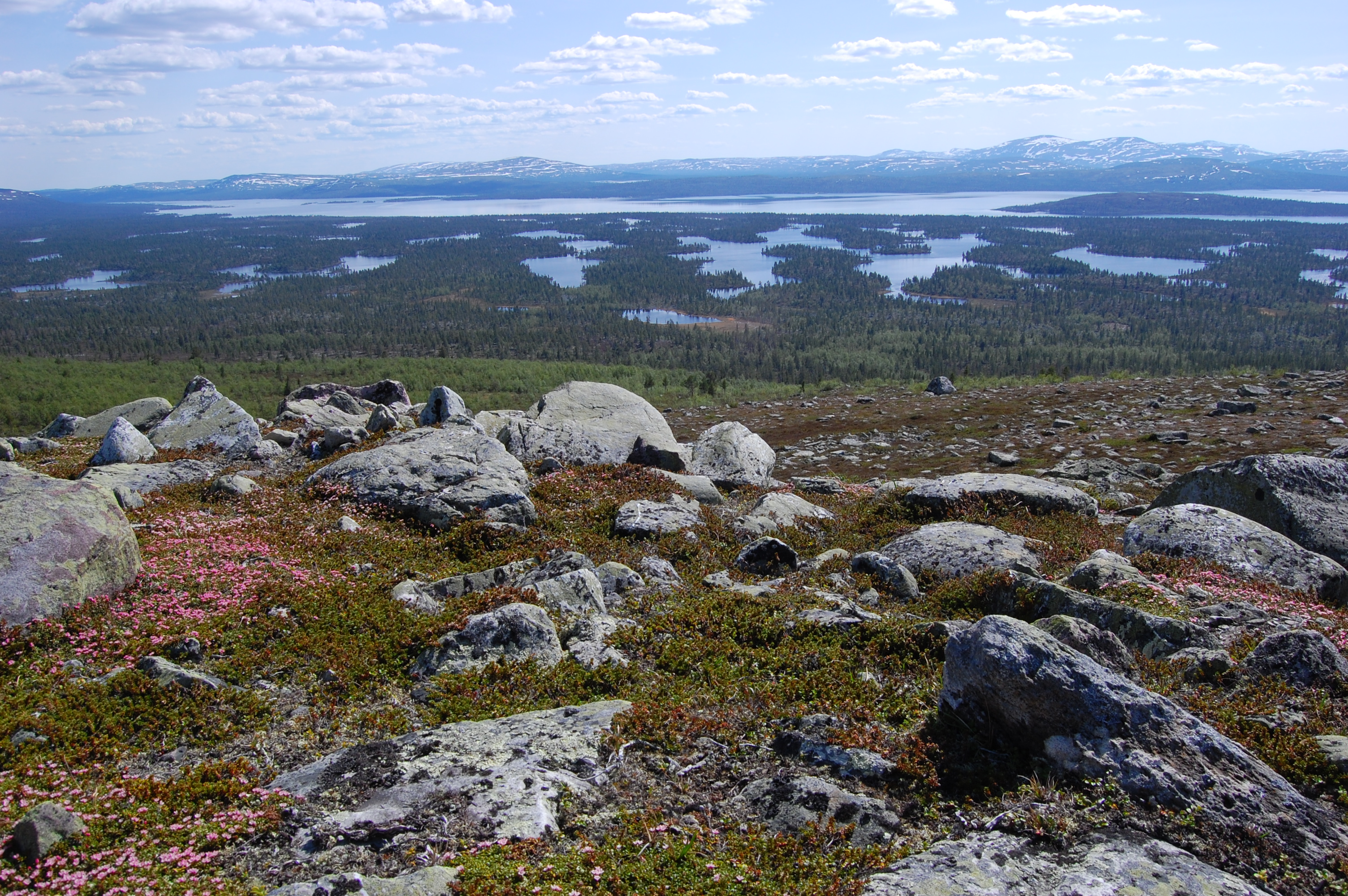
Озеро Роген